# Lijst van spelers van FC Flora Tallinn
Deze lijst omvat voetballers die bij de Estische voetbalclub FC Flora Tallinn spelen of gespeeld hebben. De spelers zijn alfabetisch gerangschikt.

## A
- Aleksandre Abashidze
- Jarmo Ahjupera
- Mihkel Ainsalu
- Mihkel Aksalu
- Teet Allas
- Rauno Alliku
- Viktor Alonen
- Hannes Anier
- Henri Anier
- Aivar Anniste
- Andrei Antonov
- Antti Arst

## B
- Nikita Baranov
- Alo Bärengrub
- Zakaria Beglarishvili
- Aleksei Belov
- Algimantas Briaunis

## D
- Alo Dupikov

## F
- Ray Fränkel
- Andre Frolov

## H
- Kert Haavistu
- Juha Hakola
- Tor Henning Hamre
- Jürgen Henn
- Geir Herrem
- Martin Hurt

## I
- Mihail Ishtshuk

## J
- Enar Jääger
- Enver Jääger
- Aleksei Jahhimovitš
- Jasse Jalonen
- Jonatan Johansson
- Markus Jürgenson
- Janno Jürisson

## K
- Martin Kaalma
- Rene Kaas
- Janek Kalda
- Ken Kallaste
- Risto Kallaste
- Toomas Kallaste
- Gert Kams
- Siksten Kasimir
- Tõnis Kaukvere
- Janek Kiisman
- Urmas Kirs
- Pavel Kisseljov
- Dzintar Klavan
- Ragnar Klavan
- Oliver Konsa
- Andres Koogas
- Otar Korgalidze
- Märt Kosemets
- Eron Krillo
- Marko Kristal
- Toomas Krõm
- Johannes Kukebal
- Aleksandr Kulik
- Jürgen Kuresoo
- Kert Kütt
- Rait Kuusk

## L
- Reio Laabus
- Sander Laht
- Marek Lemsalu
- Frank Liivak
- Elvis Liivamägi
- Meelis Lindmaa
- Joel Lindpere
- Tarmo Linnumäe
- Pavel Londak
- Karl-Eerik Luigend
- Siim Luts

## M
- Darius Magdisauskas
- Kaupo Margusonov
- Valdemaras Martinkenas
- Nikolai Mashi
- Andrei Mazurkevits
- Marko Meerits
- Karol Mets
- Erik Midtgarden
- Remigius Mikocionis
- Valeri Minkenen
- Roman Minlibajev
- Karl Mööl
- Sergei Mošnikov

## N
- Tarmo Neemelo
- Jevgeni Novikov

## O
- Janne Oinas
- Viktoras Olsanskis
- Indro Olumets
- Andres Oper
- Aiko Orgla

## P
- Karl Palatu
- Siim-Sten Palm
- Mati Pari
- Stanislav Pedõk
- Meelis Peitre
- Raio Piiroja
- Mart Poom
- Sander Post
- Albert Prosa
- Martti Pukk

## R
- Taavi Rähn
- Lembit Rajala
- Sergei Ratnikov
- Tomas Ražanauskas
- Martin Reim
- Mikk Reintam
- Ott Reinumäe
- Meelis Rooba
- Urmas Rooba
- Siim Roops
- Henri Rüütli

## S
- Aleksander Saharov
- Rauno Sappinen
- Erko Saviauk
- Andrei Sidorenkov
- Kauri Siim
- Tomas Sirevičius
- Erik Sorga
- Mikhail Starodubtsev
- Andrei Stepanov
- Sander van de Streek
- Edwin Stüf
- Mark Švets

## T
- Albert Taar
- Heikki Talimaa
- Joonas Tamm
- Aleksandr Tarassenkov
- Martin Taska
- Toomas Tohver
- Rain Tölpus
- Mait Toom
- Kaarel Torop

## U
- Dmitri Ustritski

## V
- Raimundas Vainoras
- Tõnis Vanna
- Jürgen Veber
- Jaanus Veensalu
- Andrei Veis
- Alan Ventsel
- Kristen Viikmäe
- Tanel Võtti
- Martin Vunk

## Z
- Vjatšeslav Zahovaiko
- Ricardas Zdancius
- Indrek Zelinski